# Horriwil
Horriwil es una comuna suiza del cantón de Soleura, ubicada en el distrito de Wasseramt. Limita al norte con la comuna de Subingen, al este con Hüniken, al sureste con Etziken y Hersiwil, y al suroeste y oeste con Oekingen.

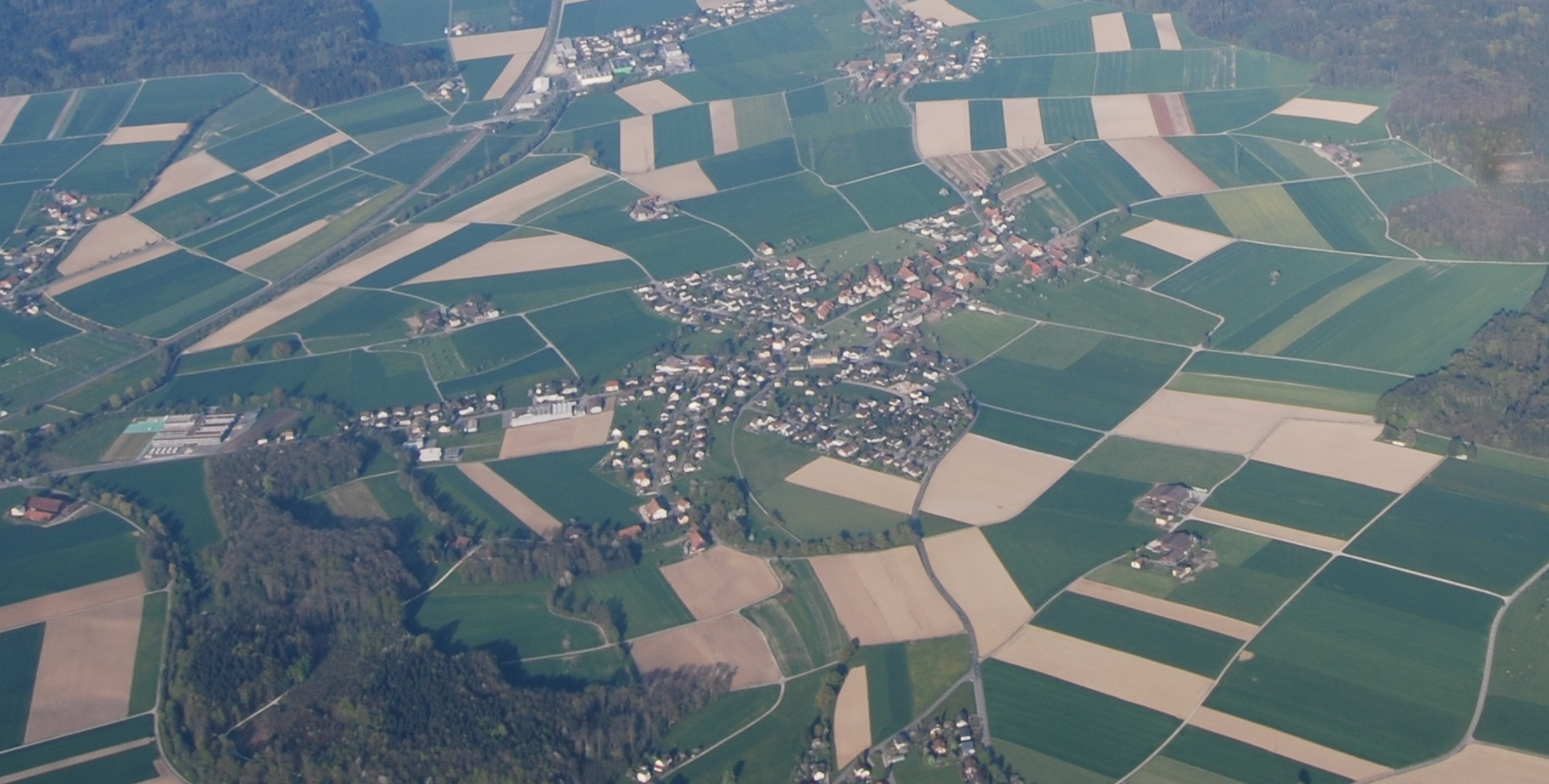
Vista aérea de Horriwil.